# تیاگو کارلیتو
تیاگو کارلیتو (به پرتغالی: Thiago Carleto Alves) مدافع اهل برزیل است که در شهر سائو برناردو دو کامپو و در تاریخ ۲۴ مارس ۱۹۸۹ به دنیا آمده‌است.
تیاگو کارلیتو در تیم‌های فوتبال سانتوس سابقهٔ حضور دارد.